# Morganza
Morganza é uma vila localizada no estado americano de Luisiana, na Paróquia de Pointe Coupee.

## Demografia
Segundo o censo americano de 2000, a sua população era de 659 habitantes.
Em 2006, foi estimada uma população de 628, um decréscimo de 31 (-4.7%).

## Geografia
De acordo com o United States Census Bureau tem uma área de
3,6 km², dos quais 3,1 km² cobertos por terra e 0,5 km² cobertos por água. Morganza localiza-se a aproximadamente 10 m acima do nível do mar.

## Localidades na vizinhança
O diagrama seguinte representa as localidades num raio de 24 km ao redor de Morganza.